# 卡尔德尼奥萨德沃尔佩赫拉
卡尔德尼奥萨德沃尔佩赫拉，是西班牙卡斯蒂利亚-莱昂帕伦西亚省的一个市镇。 总面积14平方公里，总人口52人（2001年），人口密度4人/平方公里。